# Boucles de la Mayenne 2014
La 40e édition de Boucles de la Mayenne a eu lieu du 5 au 8 juin 2014. La course fait partie du calendrier UCI Europe Tour 2014 en catégorie 2.1.

## Présentation
Créées en 1975, les Boucles de la Mayenne ont d’abord été ouvertes aux amateurs. L’épreuve est devenue professionnelle en 2004  et cette année, elle est passée en catégorie UCI 2.1 pour son 40e anniversaire.

### Parcours
- Prologue de 4,5 km à Laval le jeudi 5 juin 2014.
- Étape 1, vendredi 6 juin : Saint-Berthevin - Bonchamp-lès-Laval, 198 km (162 km en ligne + 3 tours de circuit de 12 km).
- Étape 2, samedi 7 juin : Jublains - Hambers, 184 km (136 km en ligne + 4 tours de circuit de 12 km) - arrivée au Montaigu.
- Étape 3, dimanche 8 juin : Le Horps - Laval, 172 km (147 km en ligne + 5 tours de circuit de 5 km).

Distance totale : 558,5 km.

### Équipes
Classées en catégorie 2.1 de l'UCI Europe Tour, les Boucles de la Mayenne sont par conséquent ouvertes aux UCI ProTeams dans la limite de 50 % des équipes participantes, aux équipes continentales professionnelles, aux équipes continentales et à une équipe nationale française.
20 équipes de 6 coureurs participent à ces Boucles de la Mayenne - 3 ProTeams, 4 équipes continentales professionnelles et 13 équipes continentales :
| Nom de l'équipe  | Pays   | Code |
| ---------------- | ------ | ---- |
| AG2R La Mondiale | France | ALM  |
| Europcar         | France | EUC  |
| FDJ.fr           | France | FDJ  |

| Nom de l'équipe              | Pays     | Code |
| ---------------------------- | -------- | ---- |
| Bretagne-Séché Environnement | France   | BSE  |
| Cofidis                      | France   | COF  |
| Topsport Vlaanderen-Baloise  | Belgique | TSV  |
| Wanty-Groupe Gobert          | Belgique | WGG  |

| Nom de l'équipe         | Pays     | Code |
| ----------------------- | -------- | ---- |
| An Post-ChainReaction   | Irlande  | SKT  |
| BigMat-Auber 93         | France   | BIG  |
| BKCP-Powerplus          | Belgique | BKP  |
| Ecuador                 | Équateur | ECU  |
| Euskadi                 | Espagne  | EUK  |
| La Pomme Marseille 13   | France   | LPM  |
| Marchiol Emisfero       | Italie   | MAE  |
| Nankang-Fondriest       | Italie   | CEF  |
| Rabobank Development    | Pays-Bas | RDT  |
| Roubaix Lille Métropole | France   | RLM  |
| Veranclassic-Doltcini   | Belgique | VER  |
| Vorarlberg              | Autriche | VBG  |
| Wallonie-Bruxelles      | Belgique | WBC  |

## Étapes
| Étape     | Date   | Villes étapes                        |  | Distance (km) | Vainqueur d’étape | Leader du classement général |
| --------- | ------ | ------------------------------------ |  | ------------- | ----------------- | ---------------------------- |
| Prologue  | 5 juin | Laval - Laval                        |  | 4,5           | Jimmy Engoulvent  | Jimmy Engoulvent             |
| 1re étape | 6 juin | Saint-Berthevin - Bonchamp-lès-Laval |  | 198           | Armindo Fonseca   | Mike Teunissen               |
| 2e étape  | 7 juin | Jublains - Hambers                   |  | 184           | Eliot Lietaer     | Stéphane Rossetto            |
| 3e étape  | 8 juin | Le Horps - Laval                     |  | 172           | Yohann Gène       | Stéphane Rossetto            |

## Déroulement de la course

### Prologue
|    | Coureur              | Équipe                       |    | Temps      |
| -- | -------------------- | ---------------------------- | -- | ---------- |
| 1  | Jimmy Engoulvent     | Europcar                     | en | 5 min 48 s |
| 2  | Florian Sénéchal     | Cofidis                      | +  | 1 s        |
| 3  | Mathieu van der Poel | BKCP-Powerplus               |    | 4 s        |
| 4  | Mike Teunissen       | Rabobank Development         |    | 5 s        |
| 5  | Bryan Nauleau        | Europcar                     |    | 5 s        |
| 6  | Arnaud Gérard        | Bretagne-Séché Environnement |    | 5 s        |
| 7  | Benoît Vaugrenard    | FDJ.fr                       |    | 7 s        |
| 8  | Brice Feillu         | Bretagne-Séché Environnement |    | 8 s        |
| 9  | Illart Zuazubiskar   | Euskadi                      |    | 8 s        |
| 10 | Stéphane Rossetto    | BigMat-Auber 93              |    | 10 s       |

|    | Coureur              | Équipe                       |    | Temps      |
| -- | -------------------- | ---------------------------- | -- | ---------- |
| 1  | Jimmy Engoulvent     | Europcar                     | en | 5 min 48 s |
| 2  | Florian Sénéchal     | Cofidis                      | +  | 1 s        |
| 3  | Mathieu van der Poel | BKCP-Powerplus               |    | 4 s        |
| 4  | Mike Teunissen       | Rabobank Development         |    | 5 s        |
| 5  | Bryan Nauleau        | Europcar                     |    | 5 s        |
| 6  | Arnaud Gérard        | Bretagne-Séché Environnement |    | 5 s        |
| 7  | Benoît Vaugrenard    | FDJ.fr                       |    | 7 s        |
| 8  | Brice Feillu         | Bretagne-Séché Environnement |    | 8 s        |
| 9  | Illart Zuazubiskar   | Euskadi                      |    | 8 s        |
| 10 | Stéphane Rossetto    | BigMat-Auber 93              |    | 10 s       |

### 1reétape
En début d'étape , 4 coureurs s'échappent . Le groupe est composé des français Anthony Delaplace (Bretagne-Séché Environnement), Thomas Vaubourzeix (La Pomme Marseille 13), Sébastien Turgot (AG2R La Mondiale) et du belge Serge Dewortelaer (Veranclassic-Doltcini). Au 98e kilomètre, ces hommes vont compter jusqu'à 4 min 30 s d'avance sur le peloton.
A 50 kilomètres de l'arrivée, un groupe de contre va se former. Celui-ci composé de 6 hommes à savoir Armindo Fonseca (Bretagne-Séché Environnement), Mike Teunissen (Rabobank Development), Flavien Dassonville (BigMat-Auber 93), Matteo Belli (Nankang-Fondriest), Kevin Seeldraeyers (Wanty-Groupe Gobert) et de Reinier Honig (Vorarlberg) va rejoindre un peu plus loin les échappés.
Derrière, le peloton va éclater, un groupe de 22 coureurs va tenter de rejoindre la tête de la course et limitera à 35 secondes son retard à l'arrivée. Le peloton piégé mené par Jimmy Engoulvent (Europcar) vainqueur du prologue terminera à 6 minutes.
Le gain de l'étape se jouera au sprint entre 7 hommes (Thomas Vaubourzeix, Sébastien Turgot et Serge Dewortelaer ayant décroché).
Après une attaque avortée au kilomètre de Flavien Dassonville, Armindo Fonseca bien aidé par Anthony Delaplace va gagner sa première victoire professionnelle.
Mike Teunissen après un bon prologue la veille s'empare du maillot de leader et de celui de meilleur jeune.
|    | Coureur             | Équipe                       |    | Temps           |
| -- | ------------------- | ---------------------------- | -- | --------------- |
| 1  | Armindo Fonseca     | Bretagne-Séché Environnement | en | 4 h 58 min 31 s |
| 2  | Matteo Belli        | Nankang-Fondriest            | +  | 0 s             |
| 3  | Mike Teunissen      | Rabobank Development         |    | 0 s             |
| 4  | Reinier Honig       | Vorarlberg                   |    | 0 s             |
| 5  | Flavien Dassonville | BigMat-Auber 93              |    | 0 s             |
| 6  | Kevin Seeldraeyers  | Wanty-Groupe Gobert          |    | 0 s             |
| 7  | Anthony Delaplace   | Bretagne-Séché Environnement |    | 3 s             |
| 8  | Tom Van Asbroeck    | Topsport Vlaanderen-Baloise  |    | 35 s            |
| 9  | Jeroen Meijers      | Rabobank Development         |    | 35 s            |
| 10 | Samuel Dumoulin     | AG2R La Mondiale             |    | 35 s            |

|    | Coureur              | Équipe                       |    | Temps           |
| -- | -------------------- | ---------------------------- | -- | --------------- |
| 1  | Mike Teunissen       | Rabobank Development         | en | 5 h 04 min 18 s |
| 2  | Armindo Fonseca      | Bretagne-Séché Environnement | +  | 6 s             |
| 3  | Flavien Dassonville  | BigMat-Auber 93              |    | 14 s            |
| 4  | Matteo Belli         | Nankang-Fondriest            |    | 18 s            |
| 5  | Kevin Seeldraeyers   | Wanty-Groupe Gobert          |    | 23 s            |
| 6  | Anthony Delaplace    | Bretagne-Séché Environnement |    | 26 s            |
| 7  | Reinier Honig        | Vorarlberg                   |    | 31 s            |
| 8  | Florian Sénéchal     | Cofidis                      |    | 37 s            |
| 9  | Mathieu van der Poel | BKCP-Powerplus               |    | 40 s            |
| 10 | Arnaud Gérard        | Bretagne-Séché Environnement |    | 41 s            |

### 2eétape
|    | Coureur            | Équipe                       |    | Temps           |
| -- | ------------------ | ---------------------------- | -- | --------------- |
| 1  | Eliot Lietaer      | Topsport Vlaanderen-Baloise  | en | 4 h 28 min 39 s |
| 2  | Tom Van Asbroeck   | Topsport Vlaanderen-Baloise  | +  | 2 s             |
| 3  | Stéphane Rossetto  | BigMat-Auber 93              |    | 2 s             |
| 4  | Brice Feillu       | Bretagne-Séché Environnement |    | 7 s             |
| 5  | Jon Larrinaga      | Euskadi                      |    | 13 s            |
| 6  | Arnaud Gérard      | Bretagne-Séché Environnement |    | 16 s            |
| 7  | Frederik Backaert  | Wanty-Groupe Gobert          |    | 18 s            |
| 8  | Johan Le Bon       | FDJ.fr                       |    | 23 s            |
| 9  | Bryan Nauleau      | Europcar                     |    | 34 s            |
| 10 | Thomas Vaubourzeix | La Pomme Marseille 13        |    | 47 s            |

|    | Coureur             | Équipe                       |    | Temps           |
| -- | ------------------- | ---------------------------- | -- | --------------- |
| 1  | Stéphane Rossetto   | BigMat-Auber 93              | en | 9 h 33 min 41 s |
| 2  | Brice Feillu        | Bretagne-Séché Environnement | +  | 7 s             |
| 3  | Mike Teunissen      | Rabobank Development         |    | 11 s            |
| 4  | Arnaud Gérard       | Bretagne-Séché Environnement |    | 13 s            |
| 5  | Armindo Fonseca     | Bretagne-Séché Environnement |    | 18 s            |
| 6  | Matteo Belli        | Nankang-Fondriest            |    | 30 s            |
| 7  | Tom Van Asbroeck    | Topsport Vlaanderen-Baloise  |    | 31 s            |
| 8  | Flavien Dassonville | BigMat-Auber 93              |    | 33 s            |
| 9  | Kevin Seeldraeyers  | Wanty-Groupe Gobert          |    | 42 s            |
| 10 | Reinier Honig       | Vorarlberg                   |    | 43 s            |

### 3eétape
|    | Coureur           | Équipe                      |    | Temps           |
| -- | ----------------- | --------------------------- | -- | --------------- |
| 1  | Yohann Gène       | Europcar                    | en | 3 h 57 min 36 s |
| 2  | Tom Van Asbroeck  | Topsport Vlaanderen-Baloise | +  | m.t             |
| 3  | Roy Jans          | Wanty-Groupe Gobert         |    | m.t             |
| 4  | Danilo Napolitano | Wanty-Groupe Gobert         |    | m.t             |
| 5  | Arnaud Courteille | FDJ.fr                      |    | m.t             |
| 6  | Mike Teunissen    | Rabobank Development        |    | m.t             |
| 7  | Wietse Bosmans    | BKCP-Powerplus              |    | m.t             |
| 8  | Pieter Jacobs     | Topsport Vlaanderen-Baloise |    | m.t             |
| 9  | Filippo Baggio    | Nankang-Fondriest           |    | m.t             |
| 10 | Benjamin Giraud   | La Pomme Marseille 13       |    | m.t             |

|    | Coureur             | Équipe                       |    | Temps            |
| -- | ------------------- | ---------------------------- | -- | ---------------- |
| 1  | Stéphane Rossetto   | BigMat-Auber 93              | en | 13 h 31 min 17 s |
| 2  | Brice Feillu        | Bretagne-Séché Environnement | +  | 7 s              |
| 3  | Mike Teunissen      | Rabobank Development         |    | 11 s             |
| 4  | Arnaud Gérard       | Bretagne-Séché Environnement |    | 13 s             |
| 5  | Armindo Fonseca     | Bretagne-Séché Environnement |    | 18 s             |
| 6  | Tom Van Asbroeck    | Topsport Vlaanderen-Baloise  |    | 25 s             |
| 7  | Matteo Belli        | Nankang-Fondriest            |    | 30 s             |
| 8  | Flavien Dassonville | BigMat-Auber 93              |    | 33 s             |
| 9  | Anthony Delaplace   | Bretagne-Séché Environnement |    | 40 s             |
| 10 | Kevin Seeldraeyers  | Wanty-Groupe Gobert          |    | 42 s             |

## Classements finals

### Classement général
|    | Cycliste            | Pays     | Équipe                       |    | Temps            |
| -- | ------------------- | -------- | ---------------------------- | -- | ---------------- |
| 1  | Stéphane Rossetto   | France   | BigMat-Auber 93              | en | 13 h 31 min 17 s |
| 2  | Brice Feillu        | France   | Bretagne-Séché Environnement | +  | 7 s              |
| 3  | Mike Teunissen      | Pays-Bas | Rabobank Development         |    | 11 s             |
| 4  | Arnaud Gérard       | France   | Bretagne-Séché Environnement |    | 13 s             |
| 5  | Armindo Fonseca     | France   | Bretagne-Séché Environnement |    | 18 s             |
| 6  | Tom Van Asbroeck    | Belgique | Topsport Vlaanderen-Baloise  |    | 25 s             |
| 7  | Matteo Belli        | Italie   | Nankang-Fondriest            |    | 30 s             |
| 8  | Flavien Dassonville | France   | BigMat-Auber 93              |    | 33 s             |
| 9  | Anthony Delaplace   | France   | Bretagne-Séché Environnement |    | 40 s             |
| 10 | Kevin Seeldraeyers  | Belgique | Wanty-Groupe Gobert          |    | 42 s             |

### Classements annexes
|   | Cycliste         | Équipe                       | Points |
| - | ---------------- | ---------------------------- | ------ |
| 1 | Tom Van Asbroeck | Topsport Vlaanderen-Baloise  | 48     |
| 2 | Mike Teunissen   | Rabobank Development         | 33     |
| 3 | Armindo Fonseca  | Bretagne-Séché Environnement | 28     |

|   | Cycliste            | Équipe                | Points |
| - | ------------------- | --------------------- | ------ |
| 1 | Thomas Vaubourzeix  | La Pomme Marseille 13 | 41     |
| 2 | Evaldas Šiškevičius | La Pomme Marseille 13 | 28     |
| 3 | Serge Dewortelaer   | Veranclassic-Doltcini | 26     |

|   | Cycliste             | Équipe               |    | Temps            |
| - | -------------------- | -------------------- | -- | ---------------- |
| 1 | Mike Teunissen       | Rabobank Development | en | 13 h 31 min 28 s |
| 2 | Flavien Dassonville  | BigMat-Auber 93      | +  | 22 s             |
| 3 | Mathieu van der Poel | BKCP-Powerplus       |    | 54 s             |

|   | Cycliste           | Équipe                       | Points |
| - | ------------------ | ---------------------------- | ------ |
| 1 | Anthony Delaplace  | Bretagne-Séché Environnement | 28     |
| 2 | Thomas Vaubourzeix | La Pomme Marseille 13        | 14     |
| 3 | Sébastien Turgot   | AG2R La Mondiale             | 9      |

| \| \| Équipe \| Pays \| \| Temps \| \| - \| ---------------------------- \| -------- \| -- \| ---------------- \| \| 1 \| Bretagne-Séché Environnement \| France \| en \| 40 h 34 min 05 s \| \| 2 \| Wanty-Groupe Gobert \| Belgique \| + \| 2 min 10 s \| \| 3 \| Rabobank Development \| Pays-Bas \| \| 4 min 18 s \| |                              |          |    |                  |
| | Équipe                       | Pays     |    | Temps            |
| 1 | Bretagne-Séché Environnement | France   | en | 40 h 34 min 05 s |
| 2 | Wanty-Groupe Gobert          | Belgique | +  | 2 min 10 s       |
| 3 | Rabobank Development         | Pays-Bas |    | 4 min 18 s       |

## Évolution des classements
| Étape              | Vainqueur          | Classement général | Classement par points | Classement du meilleur grimpeur | Classement des points chauds | Classement du meilleur jeune | Classement par équipes       |
| ------------------ | ------------------ | ------------------ | --------------------- | ------------------------------- | ---------------------------- | ---------------------------- | ---------------------------- |
| P                  | Jimmy Engoulvent   | Jimmy Engoulvent   | Jimmy Engoulvent      | Non décerné                     | Non décerné                  | Florian Sénéchal             | Europcar                     |
| 1                  | Armindo Fonseca    | Mike Teunissen     | Armindo Fonseca       | Serge Dewortelaer               | Anthony Delaplace            | Mike Teunissen               | Bretagne-Séché Environnement |
| 2                  | Eliot Lietaer      | Stéphane Rossetto  | Armindo Fonseca       | Thomas Vaubourzeix              | Anthony Delaplace            | Mike Teunissen               | Bretagne-Séché Environnement |
| 3                  | Yohann Gène        | Stéphane Rossetto  | Tom Van Asbroeck      | Thomas Vaubourzeix              | Anthony Delaplace            | Mike Teunissen               | Bretagne-Séché Environnement |
| Classements finals | Classements finals | Stéphane Rossetto  | Tom Van Asbroeck      | Thomas Vaubourzeix              | Anthony Delaplace            | Mike Teunissen               | Bretagne-Séché Environnement |

## Liste des participants
- Liste de départ complète

| Légende | Légende                                                                                                  | Légende | Légende                                                                                         |
| ------- | --- | ------- | ----------------------------------------------------------------------------------------------- |
| Num     | Dossard de départ porté par le coureur sur ces Boucles de la Mayenne                                     | Pos     | Position finale au classement général                                                           |
|         | Indique le vainqueur du classement général                                                               |         | Indique le vainqueur du classement par points                                                   |
|         | Indique le vainqueur du meilleur grimpeur                                                                |         | Indique le vainqueur du classement du meilleur jeune                                            |
|         | Indique un maillot de champion national ou mondial, suivi de sa spécialité                               | #       | Indique la meilleure équipe                                                                     |
| NP      | Indique un coureur qui n'a pas pris le départ d'une étape, suivi du numéro de l'étape où il s'est retiré | AB      | Indique un coureur qui n'a pas terminé une étape, suivi du numéro de l'étape où il s'est retiré |
| HD      | Indique un coureur qui a terminé une étape hors des délais, suivi du numéro de l'étape                   | *       | Indique un coureur en lice pour le maillot blanc (coureurs nés après le 1er janvier 1989)       |

| Europcar EUC | Europcar EUC              | Europcar EUC |
| ------------ | ------------------------- | ------------ |
| Num          | Coureur                   | Pos          |
| 1            | Jimmy Engoulvent (FRA)    |              |
| 2            | Christophe Kern (FRA)     |              |
| 3            | Yohann Gène (FRA)         |              |
| 4            | Bryan Nauleau (FRA)*      |              |
| 5            | Morgan Lamoisson (FRA)*   |              |
| 6            | Giovanni Bernaudeau (FRA) |              |

| AG2R La Mondiale ALM | AG2R La Mondiale ALM     | AG2R La Mondiale ALM |
| -------------------- | ------------------------ | -------------------- |
| Num                  | Coureur                  | Pos                  |
| 11                   | Maxime Daniel (FRA)*     |                      |
| 12                   | Damien Gaudin (FRA)      | AB-2                 |
| 13                   | Samuel Dumoulin (FRA)    |                      |
| 14                   | Yauheni Hutarovich (BLR) |                      |
| 15                   | Gediminas Bagdonas (LTU) |                      |
| 16                   | Sébastien Turgot (FRA)   |                      |

| FDJ.fr FDJ | FDJ.fr FDJ               | FDJ.fr FDJ |
| ---------- | ------------------------ | ---------- |
| Num        | Coureur                  | Pos        |
| 21         | Arnaud Courteille (FRA)* |            |
| 22         | Johan Le Bon (FRA)*      |            |
| 23         | Anthony Geslin (FRA)     |            |
| 24         | Arnold Jeannesson (FRA)  |            |
| 25         | Benoît Vaugrenard (FRA)  |            |
| 26         |                          |            |

| Bretagne-Séché Environnement BSE | Bretagne-Séché Environnement BSE | Bretagne-Séché Environnement BSE |
| -------------------------------- | -------------------------------- | -------------------------------- |
| Num                              | Coureur                          | Pos                              |
| 31                               | Eduardo Sepúlveda (ARG)*         |                                  |
| 32                               | Arnaud Gérard (FRA)              | 4e                               |
| 33                               | Armindo Fonseca (FRA)            | 5e                               |
| 34                               | Anthony Delaplace (FRA)          | 9e                               |
| 35                               | Florian Vachon (FRA)             |                                  |
| 36                               | Brice Feillu (FRA)               | 2e                               |

| Cofidis COF | Cofidis COF               | Cofidis COF |
| ----------- | ------------------------- | ----------- |
| Num         | Coureur                   | Pos         |
| 41          | Gert Jõeäär (EST)         |             |
| 42          | Christophe Laporte (FRA)* | AB-2        |
| 43          | Stéphane Poulhiès (FRA)   |             |
| 44          | Florian Sénéchal (FRA)*   |             |
| 45          | Romain Lemarchand (FRA)   |             |
| 46          | Louis Verhelst (BEL)*     |             |

| Topsport Vlaanderen-Baloise TSV | Topsport Vlaanderen-Baloise TSV | Topsport Vlaanderen-Baloise TSV |
| ------------------------------- | ------------------------------- | ------------------------------- |
| Num                             | Coureur                         | Pos                             |
| 51                              | Preben Van Hecke (BEL)          |                                 |
| 52                              | Tom Van Asbroeck (BEL)          | 6e                              |
| 53                              | Thomas Sprengers (BEL)*         |                                 |
| 54                              | Eliot Lietaer (BEL)*            |                                 |
| 55                              | Pieter Jacobs (BEL)             |                                 |
| 56                              | Sander Helven (BEL)             |                                 |

| Vorarlberg VBG | Vorarlberg VBG           | Vorarlberg VBG |
| -------------- | ------------------------ | -------------- |
| Num            | Coureur                  | Pos            |
| 61             | Nicolas Baldo (FRA)      |                |
| 62             | Andreas Hofer (AUT)      |                |
| 63             | Reinier Honig (NED)      |                |
| 64             | Christoph Springer (GER) |                |
| 65             | Grischa Janorschke (GER) | AB-2           |
| 66             | Fabian Schnaidt (GER)*   |                |

| Ecuador ECU | Ecuador ECU                  | Ecuador ECU |
| ----------- | ---------------------------- | ----------- |
| Num         | Coureur                      | Pos         |
| 71          | Segundo Navarrete (ECU)*     |             |
| 72          | Jaume Rovira (ESP)*          |             |
| 73          | José Ragonessi (ECU)*        |             |
| 74          | Higinio Fernández (ESP)*     |             |
| 75          | Pablo Hidalgo (ECU)*         |             |
| 76          | Jorge Luis Montenegro (ECU)* |             |

| Wallonie-Bruxelles WBC | Wallonie-Bruxelles WBC   | Wallonie-Bruxelles WBC |
| ---------------------- | ------------------------ | ---------------------- |
| Num                    | Coureur                  | Pos                    |
| 81                     | Frédéric Amorison (BEL)  |                        |
| 82                     | Olivier Chevalier (BEL)* | AB-2                   |
| 83                     | Antoine Demoitié (BEL)*  |                        |
| 84                     | Loïc Pestiaux (BEL)*     |                        |
| 85                     | Jonathan Dufrasne (BEL)  |                        |
| 86                     | Robin Stenuit (BEL)      | AB-2                   |

| La Pomme Marseille 13 LPM | La Pomme Marseille 13 LPM | La Pomme Marseille 13 LPM |
| ------------------------- | ------------------------- | ------------------------- |
| Num                       | Coureur                   | Pos                       |
| 91                        | Benjamin Giraud (FRA)     |                           |
| 92                        | José Gonçalves (POR)*     |                           |
| 93                        | Evaldas Šiškevičius (LTU) |                           |
| 94                        | Grégoire Tarride (FRA)    |                           |
| 95                        | Thomas Vaubourzeix (FRA)  |                           |
| 96                        | Thomas Rostollan (FRA)    |                           |

| BigMat-Auber 93 BIG | BigMat-Auber 93 BIG        | BigMat-Auber 93 BIG |
| ------------------- | -------------------------- | ------------------- |
| Num                 | Coureur                    | Pos                 |
| 101                 | Flavien Dassonville (FRA)* | 8e                  |
| 102                 | Stéphane Rossetto (FRA)    | 1er                 |
| 103                 | Yannis Yssaad (FRA)*       |                     |
| 104                 | Steven Tronet (FRA)        |                     |
| 105                 | Maxime Renault (FRA)*      |                     |
| 106                 | Frédéric Brun (FRA)        |                     |

| Roubaix Lille Métropole RLM | Roubaix Lille Métropole RLM | Roubaix Lille Métropole RLM |
| --------------------------- | --------------------------- | --------------------------- |
| Num                         | Coureur                     | Pos                         |
| 111                         | Timothy Dupont (BEL)        |                             |
| 112                         | Julien Duval (FRA)          | AB-2                        |
| 113                         | Quentin Jauregui (FRA)*     |                             |
| 114                         | Romain Pillon (FRA)*        |                             |
| 115                         | Jean-Lou Paiani (FRA)       | AB-2                        |
| 116                         | Baptiste Planckaert (BEL)   |                             |

| Rabobank Development RDT | Rabobank Development RDT | Rabobank Development RDT |
| ------------------------ | ------------------------ | ------------------------ |
| Num                      | Coureur                  | Pos                      |
| 121                      | Ivar Slik (NED)*         |                          |
| 122                      | Etienne van Empel (NED)* |                          |
| 123                      | Jeroen Meijers (NED)*    |                          |
| 124                      | Merijn Korevaar (NED)*   |                          |
| 125                      | Mike Teunissen (NED)*    | 3e                       |
| 126                      | André Looij (NED)*       |                          |

| An Post-ChainReaction SKT | An Post-ChainReaction SKT  | An Post-ChainReaction SKT |
| ------------------------- | -------------------------- | ------------------------- |
| Num                       | Coureur                    | Pos                       |
| 131                       | Marcus Christie (IRL)*     |                           |
| 132                       | Mark McNally (GBR)         |                           |
| 133                       | Ryan Mullen (IRL)*         |                           |
| 134                       | Sean Downey (IRL)*         |                           |
| 135                       | Robert-Jon McCarthy (AUS)* |                           |
| 136                       | Laurent Vanden Bak (BEL)   |                           |

| Wanty-Groupe Gobert WGG | Wanty-Groupe Gobert WGG  | Wanty-Groupe Gobert WGG |
| ----------------------- | ------------------------ | ----------------------- |
| Num                     | Coureur                  | Pos                     |
| 141                     | Danilo Napolitano (ITA)  |                         |
| 142                     | Frederik Backaert (BEL)* |                         |
| 143                     | Roy Jans (BEL)           |                         |
| 144                     | Jérôme Gilbert (BEL)     |                         |
| 145                     | Nico Sijmens (BEL)       |                         |
| 146                     | Kevin Seeldraeyers (BEL) | 10e                     |

| BKCP-Powerplus BKP | BKCP-Powerplus BKP        | BKCP-Powerplus BKP |
| ------------------ | ------------------------- | ------------------ |
| Num                | Coureur                   | Pos                |
| 151                | Wietse Bosmans (BEL)*     |                    |
| 152                | Vincent Baestaens (BEL)*  |                    |
| 153                | Lubomír Petruš (CZE)      |                    |
| 154                | Philipp Walsleben (GER)   |                    |
| 155                | (NED)*                    |                    |
| 156                | David van der Poel (NED)* |                    |

| Euskadi EUS | Euskadi EUS               | Euskadi EUS |
| ----------- | ------------------------- | ----------- |
| Num         | Coureur                   | Pos         |
| 161         | Jon Aberasturi (ESP)      |             |
| 162         | Haritz Orbe (ESP)*        |             |
| 163         | Mikel Aristi (ESP)*       |             |
| 164         | Jon Larrinaga (ESP)*      |             |
| 165         | Pablo Lechuga (ESP)*      |             |
| 166         | Illart Zuazubiskar (ESP)* |             |

| Marchiol Emisfero MAE | Marchiol Emisfero MAE  | Marchiol Emisfero MAE |
| --------------------- | ---------------------- | --------------------- |
| Num                   | Coureur                | Pos                   |
| 171                   | Enrico Franzoi (ITA)   |                       |
| 172                   | Enea Cambianica (SUI)* |                       |
| 173                   | Alberto Cecchin (ITA)* |                       |
| 174                   | Simone Antonini (ITA)* |                       |
| 175                   | Andrea Vaccher (ITA)*  |                       |
| 176                   | Andrea Vendrame (ITA)* |                       |

| Nankang-Fondriest CEF | Nankang-Fondriest CEF   | Nankang-Fondriest CEF |
| --------------------- | ----------------------- | --------------------- |
| Num                   | Coureur                 | Pos                   |
| 181                   | Filippo Baggio (ITA)*   |                       |
| 182                   | Antonio Merolese (ITA)* |                       |
| 183                   | Nicola Dal Santo (ITA)* |                       |
| 184                   | Alfonso Fiorenza (ITA)* |                       |
| 185                   | Loris Paoli (ITA)*      |                       |
| 186                   | Matteo Belli (ITA)*     | 7e                    |

| Veranclassic-Doltcini VER | Veranclassic-Doltcini VER | Veranclassic-Doltcini VER |
| ------------------------- | ------------------------- | ------------------------- |
| Num                       | Coureur                   | Pos                       |
| 191                       | Wouter Mol (NED)          |                           |
| 192                       | Serge Dewortelaer (BEL)   |                           |
| 193                       | Bob Schoonbroodt (NED)    |                           |
| 194                       | Darijus Džervus (LTU)     |                           |
| 195                       | Rick Ottema (NED)         |                           |
| 196                       | Yu Takenouchi (JPN)       |                           |